# Johann Georg Köberlin
Johann Georg Köberlin (*  um 1595 in Tettnang oder Langenargen; † 1664 in Speyer) war ein deutscher Jurist und  Gesandter des Hochstifts Konstanz zu den Verhandlungen, die 1648 zum Westfälischen Frieden geführt haben. 

## Leben
Johann Georg Köberlin wurde als Sohn des Johannes Köberlin, Oberamtmann der Herrschaft Langenargen geboren. Nach dem Studium der Rechtswissenschaften an den Universitäten in Dillingen (ab 1611), Ingolstadt (1616) und Freiburg i. Br. (1623), das er 1624 als Doktor beider Rechte abschloss, erhielt er eine Anstellung als Advokat beim Reichskammergericht. Diese Stelle trat er jedoch nicht an, sondern er kam als Syndikus zum schwäbischen Grafenkollegium. 1628 wurde er Hofrat im Hochstift Konstanz und 1642 erstmals dort als Kanzler  genannt, 1634 bereits mit der Wahrnehmung der Aufgaben betraut. 
Auf dem Reichstag zu Regensburg 1640 war er Gesandter des Fürsten von Hohenzollern. Konstanz wurde dabei von dem Domherrn Leonard Pappus von Tratzberg vertreten. 
1643 war Köberlin Gesandter der Abtei Weingarten auf dem Frankfurter Deputationstag.
Bei den Friedensverhandlungen in Münster und Osnabrück, die 1648 zum Westfälischen Frieden führten, vertrat er das Hochstift Konstanz, die Äbtissin von Kloster Buchau, den Schwäbischen Reichskreis sowie die Fürstabtei Kempten. 
Auf dem Nürnberger Exekutionstag 1649/1650, der zur Klärung von Fragen, die bei der Beendigung des Dreißigjährigen Krieges durch den Westfälischen Frieden in Osnabrück und Münster offengeblieben waren, hatte er ein Mandat als Gesandter ebenso wie beim Reichstag zu Regensburg 1653/1654.
1656 verzichtete er auf das Amt des Kanzlers und wurde Kurmainzer Rat und Assessor am Reichskammergericht.